# Metaparagia confluens
Metaparagia confluens är en stekelart som först beskrevs av Roy R. Snelling 1986.  Metaparagia confluens ingår i släktet Metaparagia och familjen Masaridae. Inga underarter finns listade i Catalogue of Life.